# 安平蚵灰窯暨附屬建築
安平蚵灰窯暨附屬建築，位於臺灣臺南市安平區，可能是臺灣僅存的蚵灰窯，2006年8月7日臺南市政府公告為市定古蹟，後改為直轄市定古蹟。窯體本身的建築年代不明，但已有數十年以上的歷史。

## 沿革
安平地區在荷蘭時期已有蚵灰產業，當時蚵殼燒成的蚵灰與糯米、糖漿混合可製成黏合劑，應用於建築與造船業（木船細縫黏接材料）上。而由於此一產業的發展，安平地區還有名為「灰窯尾」的地名。安平的蚵灰產業至日治時期還有一定規模，但隨著水泥取代蚵灰以及環保標準的制定（蚵灰燒製時會產生白色濃煙），當地的蚵灰窯在1985年以後逐漸停產。
此座蚵灰窯是2003年左右，由臺南市政府顧問團隊所發現之仍保存完整的蚵灰窯，臺南市政府後與地主協商取得所有權並指定為古蹟，一旁的倉庫區則規劃為安平蚵灰窯文化館。

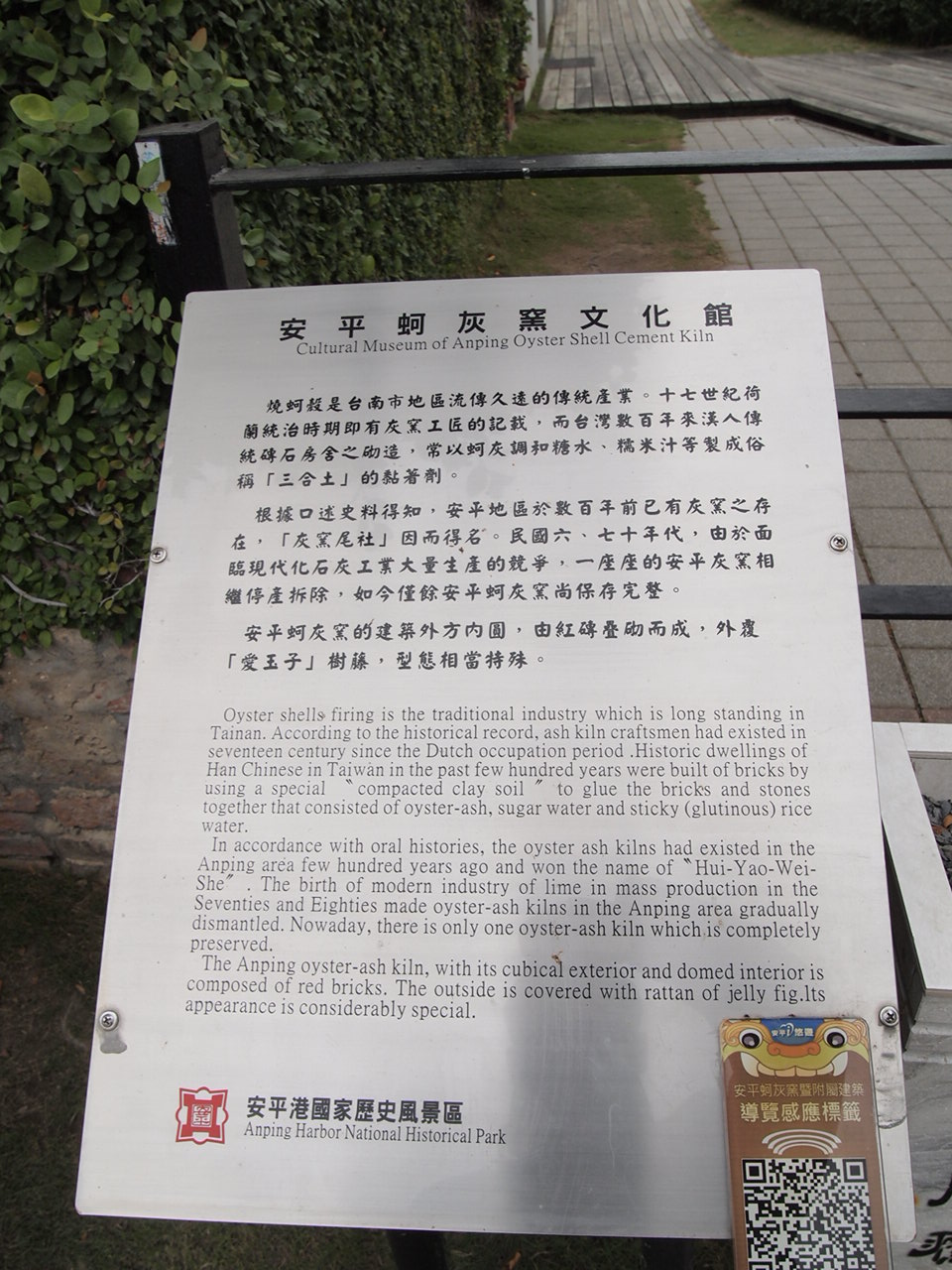
安平蚵灰窯文化館解說牌

## 建築設計
窯體外方內圓，屬於中大規模的蚵灰窯，內部直徑約4m。可能原本為住家，後來才改建成蚵灰窯。